# Selyf Sarffgadau
Selyf ap Cynan o Selyf Sarffgadau (... – 616) compare nelle genealogie gallesi come sovrano del Powys agli inizi del VII secolo e come figlio di Cynan Garwyn.
Il suo nome è una forma gallese per Salomone e appare nelle genealogie più antiche come Selim. Il suo soprannome, Sarffgadau, significherebbe Serpente da battaglia. Secondo gli Annali dell'Ulster e gli Annali del Galles morì attorno al 613 nella battaglia di Chester. Gli Annali dell'Ulster lo definiscono re dei britanni, forse perché guidò un'alleanza composta da diversi regni britannici contro gli anglosassoni della Northumbria (secondo gli Annales del Galles, anche il re del Gwynedd, Iago ap Beli, morì in questo scontro).
Il trono sarebbe dovuto passare al figlio Manwgan ap Selyf, ma sembra che il re del
Dogfeiling, Eluadd ap Glast, conosciuto anche come Eluan Powys o Eliudd Powys prese il potere, approfittando della giovane età del legittimo erede. Manwgan recuperò il trono una trentina d'anni dopo.